# Drin blanc
 (avril 2019).
Si vous disposez d'ouvrages ou d'articles de référence ou si vous connaissez des sites web de qualité traitant du thème abordé ici, merci de compléter l'article en donnant les références utiles à sa vérifiabilité et en les liant à la section « Notes et références ».
Le Drin blanc (serbe : Бели Дрим ou Beli Drim; albanais : Drini i Bardhë) est un cours d'eau coulant dans le nord de l'Albanie et au Kosovo. C'est un affluent du Drin.

## Kosovo

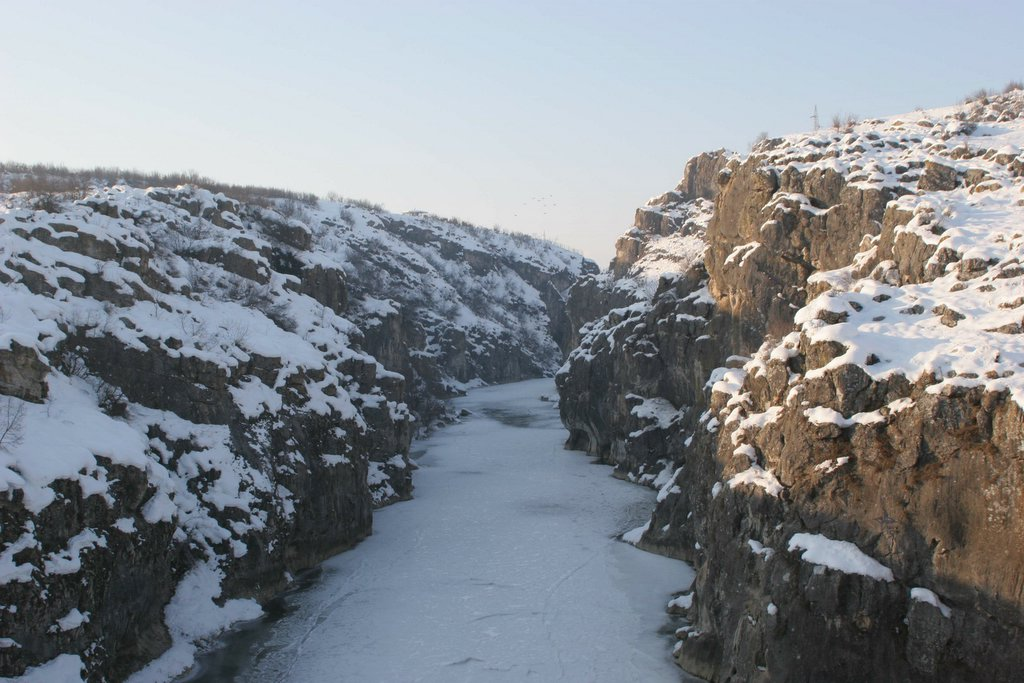
Drin blanc.

La portion kosovare du Drin blanc coule sur le plateau karstique du plateau de Dukagjin, décrivant une forme d'arc de cercle de 156 km de long. Cette rivière prend sa source dans le sud de la région montagneuse de Zhleb, au nord de la ville de Pejë.
Peu après sa source le Drin blanc coule vers l'est près de la station thermale de banja Pejës et les villages de Banjë, Trubuhoc et Zlokuqane où elle reçoit la rivière Istog sur sa rive gauche, elle bifurque ensuite vers le sud. Le reste du parcours passe dans des zones densément peuplées, centre du Kosovo (Podrima région), cependant aucune grande ville n'est installée sur le cours du Drin blanc, mis à part quelques petits villages. Les plus grandes villes sont distantes de plusieurs kilomètres de la rivière (Pejë, Gjakovë, Prizren), tandis que certaines petites villes (Klinë), et de grands villages (Krusha e Madhe, Gjonaj) sont plus proches.
Le Drin blanc reçoit de nombreux affluents de longueurs diverses : Bistrica e Pejës (en), Pejës, Bistrica e Deçanit sur la rive droite et Istog, Klinë, Mirushë, Rimnik, Bistrica e Prizrenit (en), Prizrenit, sur la rive gauche.
La partie kosovare draine un bassin versant de 4 360 km². Ses eaux sont utilisées pour la distribution d'eau à proximité des grandes villes, l'irrigation et la production d'électricité (en particulier pour les affluents de la rive droite). À Vrbnica-Shalqin, frontière albanaise, la rivière entre dans la région de Trektan à l'est de l'Albanie.

## Trektan
La partie albanaise du Drin blanc mesure 19 km de long pour une surface de bassin de 604 km2. Aucune ville ne se trouve sur ce parcours. Le Drin blanc reçoit le Lumë sur sa rive gauche.
Enfin, le Drin blanc arrive à la ville de Kukës, où il rencontre le Drin noir et forme le Drin, qui se jette dans la mer Adriatique. La rivière n'est pas navigable.